# مصنع سيارات ايزناخ
شركة مصنع سيارات ايزناخ (بالألمانية: Automobilwerk Eisenach ( AWE )) كانت شركة تصنيع سيارات في Eisenach ، ألمانيا.

## تاريخ

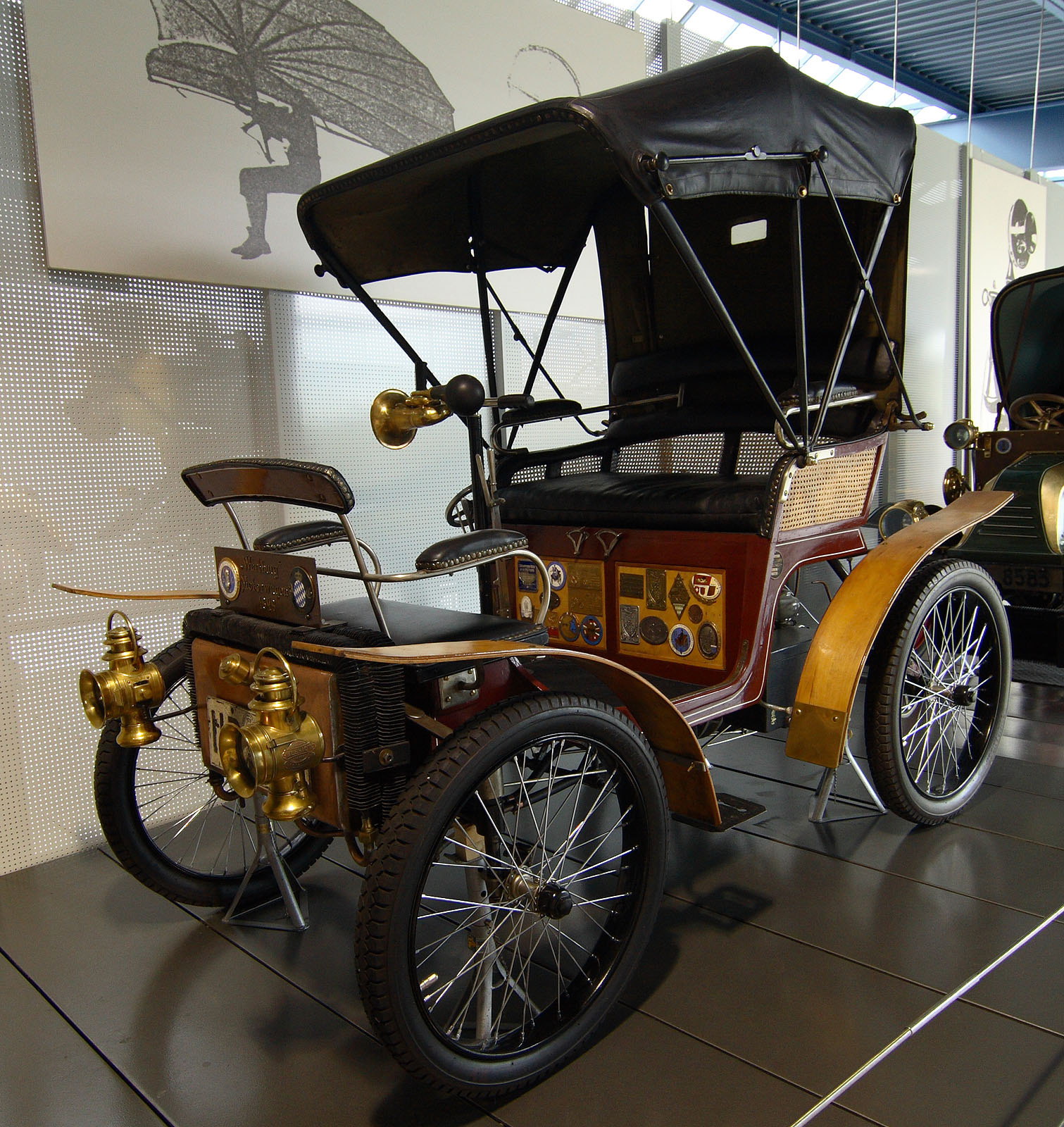
ڤارتبورچ 1898.

أسس هاينريش إيرهاردت مصنع سيارات آيزناخ (FFE) في آيزناخ في 3 ديسمبر 1896م كشركة مساهمة. في البداية، أنتج الدراجات الهوائية والبنادق . بعد عامين، بدأ في إنتاج سيارة أطلق عليها اسم «ڤارتبورچ» ، وهي نموذج مرخص لسيارة ديكوفيل الفرنسية. كانت الشركة ثالث شركة تصنع السيارات في ألمانيا، بعد شركة بنز آند سي ، وشركة دايملر موتورين جيزيلشافت. تولى ابنه غوستاف إدارة المصنع لاحقًا، الذي وظف في نهاية القرن التاسع عشر 1,300 عامل، وكان من أكبر المصانع في ولاية تورينجيا.
في نوفمبر 1928، استحوذت شركة BMW على الشركة. بعد الحرب العالمية الثانية، اصبحت الشركة، شركة قطاع عام تابعة لألمانيا الشرقية.
كان ضم ألمانيا الغربية لألمانيا الشرقية في أكتوبر 1990م بمثابة نهاية للشركة، حيث لم تتمكن من المنافسة مع المصانع الألمانية الغربية الحديثة بسبب أصول الإنتاج القديمة التي تتطلب عمالة كثيفة.

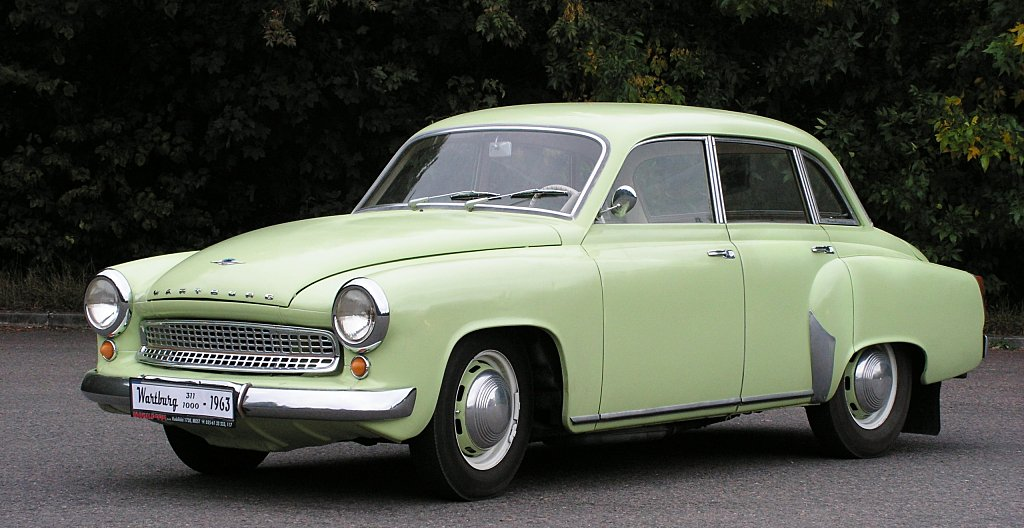
ڤارتبورچ 311.

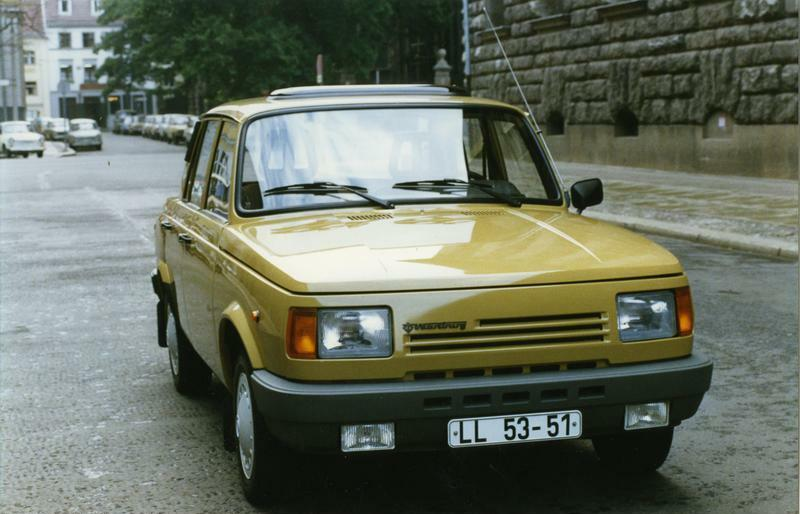
أحدث طراز من Wartburg 1.3 بمحرك رباعي الأشواط من فولكس فاجن.